# Hermannia lancifolia
Hermannia lancifolia là một loài thực vật có hoa trong họ Cẩm quỳ. Loài này được Szyszyl. mô tả khoa học đầu tiên.